# Пол Д'Амур
Пол Д'Амур (англ. Paul D'Amour, нар. 12 травня 1967) — американський музикант, бас-гітарист, відомий за участю в рок-гуртах Tool та Ministry.

## Біографія
Пол Д'Амур народився в Спокані, штат Вашингтон, США. В дитинстві він захоплювався панк-роком, а підлітком переїхав до Сіетлу, де грав грандж та построк.
1990 року Пол Д'Амур разом з трьома іншими музикантами заснував в Лос-Анджелесі рок-гурт Tool, в якому грав на бас-гітарі. Протягом 1991—1993 років колектив видав декілька мініальбомів та дебютний студійний альбом Undertow. 1995 року Д'Амур залишив гурт, посилаючись на занадто затягнутий творчий процес; його змінив британський бас-гітарист Джастін Ченселлор.
Протягом другої половини 1990-х років Д'Амур грав у супергурті Lusk разом із колишніми учасниками Guns N' Roses, Failure та Medicine. Дебютний альбом Lusk Free Mars (1997) був номінований на «Греммі» в категорії «Найкраща упаковка запису». У 2000-ні роки Д'Амур заснував сольний проєкт Feersum Ennjin. На початку 2010-х років він писав музику до кінофільмів (The Roommate, 2011) та комп'ютерних ігор (Dead Space 3, 2013). Після тривалої паузи 2013 року музикант повернувся на сцену у складі гурту Lesser Key. 2019 року він доєднався до індастріал-метал-гурту Ministry.